# Устьянка (Пишминський міський округ)
Устья́нка (рос. Устьянка) — присілок у складі Пишминського міського округу Свердловської області.
Населення — 67 осіб (2010, 94 у 2002).
Національний склад станом на 2002 рік: росіяни — 95 %.